# Montparnasse - Femminile singolare
Montparnasse - Femminile singolare (Jeune Femme) è un film del 2017 scritto e diretto da Léonor Serraille, al suo primo lungometraggio.

## Trama
Dopo che il suo ricco fidanzato Joachim l'ha chiusa fuori dal loro appartamento condiviso, Paula urla per essere fatta rientrare e viene portata in un reparto psichiatrico. Fuggita dal reparto, torna nell'appartamento di Joachim e scopre che lui ha chiuso fuori anche il suo gatto.
Essendo tornata da poco da anni all'estero in Messico, Paula non ha un lavoro e ha pochi amici. Dopo aver esaurito rapidamente i pochi soldi che ha e aver fatto arrabbiare i suoi amici, si rivolge alla madre da cui era scappata anni prima, ma viene subito respinta. Mentre viaggia in metropolitana, incontra una donna, Yuki, che la scambia per una sua ex compagna di classe. Alla ricerca disperata di aiuto, Paula sta al gioco e permette a Yuki di comprarle la spesa per aiutarla a tirare avanti.
Paula riesce a mentire per ottenere un lavoro da tata live-in per il quale non ha alcuna qualifica. Accetta anche un secondo lavoro in un negozio di lingerie del centro commerciale dove fa amicizia con Osman, una guardia giurata scostante che la avverte che le donne di quel negozio non durano mai a lungo.
Proprio quando le cose iniziano a sistemarsi per Paula, inizia una serie di contrattempi. Mentre il suo rapporto con Lila, la bambina a cui fa da tata, inizia a scaldarsi, quello con la madre di Lila diventa sempre più freddo. La madre di Lila le impone di sbarazzarsi del suo gatto, che dà in custodia a Osman. Paula inizia a dimenticare Joachim, ma scopre di essere incinta di suo figlio. Nonostante la sua precaria situazione finanziaria e la mancanza di un sistema di supporto, pensa di tenere il bambino.
Paula incontra nuovamente Yuki e la riporta a casa sua. Yuki scopre per caso che Paula non è la sua ex compagna di classe e Paula si scusa in lacrime e si offre di rimborsarle i soldi che ha speso per lei. Yuki la perdona e le due fanno sesso. Più tardi, dopo aver appreso da Lila che sta per essere licenziata, torna a casa di sua madre, questa volta rifiutando di essere mandata via e riallacciando finalmente i rapporti con lei.
Joachim, che non ha notizie di Paula da un po' di tempo, la rintraccia al suo posto di lavoro nel centro commerciale dove lei gli dice di essere incinta. Si incontrano a cena e Joachim si offre di prendersi cura di lei e del bambino. Dopo la cena, lei va a casa di Osman per prendere il suo gatto e i due si baciano.
Più tardi si reca da Joachim per dirgli che ha deciso di abortire. Joachim tenta di violentare Paula, ma lei riesce a respingerlo. Paula abortisce e lascia il suo lavoro di tata.

## Riconoscimenti
- 2017 - Festival di Cannes
  - Caméra d'or
  - In concorso per il premio Un Certain Regard
- 2018 - Premi César
  - Candidatura alla migliore opera prima
  - Candidatura alla migliore promessa femminile a Lætitia Dosch
- 2018 - Premi Lumière
  - Migliore promessa femminile a Lætitia Dosch